# Barytettix paloviridis
Barytettix paloviridis är en insektsart som beskrevs av Ferdinand Julius Cohn och Cantrall 1974. Barytettix paloviridis ingår i släktet Barytettix och familjen gräshoppor. Inga underarter finns listade i Catalogue of Life.